# Ida Nappelbaum
Ida Nappelbaum (1900–1992) foi uma escritora e fotógrafa russa.
O seu trabalho encontra-se incluído na colecção do Museu de Belas Artes de Houston, do Museu Folkwang em Essen, na Alemanha e no Museu Pushkin.